# 石丸清隆
石丸 清隆（いしまる きよたか、1973年10月30日 - ）は、大阪府交野市出身の元サッカー選手、サッカー指導者。現役時代のポジションはミッドフィールダー（MF）。

## 来歴

### 選手時代
小学2年の時に中宮JSCでサッカーを始め、中学・高校時代は枚方FCに所属した。。高校卒業後は阪南大学に進学してサッカー部に入部。1年時の1992年にはユース日本代表に選ばれた。4年時に1995年夏季ユニバーシアードのサッカー日本代表に選ばれ、同大会での日本の初優勝に貢献。
1996年に大学を卒業し、Jリーグのアビスパ福岡に入団。1年目から主力選手として活躍した。1998年末のJ1参入決定戦にも5試合全てに出場し、コンサドーレ札幌との第三代表決定戦の第2レグではJ1残留を決定つけるゴールを挙げた。
2001年に京都パープルサンガ（現：京都サンガF.C.）に移籍。前年まで三浦知良が付けていた背番号11を与えられ、同年のJ1昇格に貢献。2003年は背番号を6に変更の上で主将に就任し、2004年まで務めた。
2005年はコンスタントに出場を続けていた前年までと打って変わって出場機会を失い、10月28日にJFLの愛媛FCに期限付き移籍。12月4日までの1か月余りと異例の短期契約であったがクラブのJ2昇格に貢献した。シーズン終了後に京都から戦力外通告を受けたのに伴い愛媛に完全移籍。2006年は主に途中出場で活躍し、この年限りで現役引退した。

### 指導者時代
引退後は愛媛に指導者として留まり、2007年から3年間はトップチームのコーチ、2010年からの3年間はユース監督を務め、2010年にはS級ライセンスを取得した。2013年からトップチームの監督を務めた。
2015年から京都のトップチームコーチに就任、同年7月、和田昌裕が解任されたことに伴い監督に昇格した。2016年シーズンはJ2リーグ5位の成績を収めたが、J1昇格プレーオフ準決勝で敗退。来季まで契約が残っていたが、同年12月6日に解任された。2017年から松本山雅FCのトップチームコーチに就任した。
2020年よりモンテディオ山形の監督に就任すると発表された。2021年シーズンも引き続き続投となったが、第9節終了時点で1勝4敗4引き分けの20位と成績が振るわず、2021年4月22日に成績不振を理由にモンテディオ山形の監督を解任された。
2021年12月17日、愛媛FCの監督に8年ぶりに就任した。就任1年目こそ昇格を果たせなかったが、2年目には圧倒的な強さでJ3優勝、J2昇格を掴み取った。2024年は前半戦は中位に留まるも、後半は失速し苦戦を強いられながらもJ2残留を果たした。石丸体制4年目となり飛躍を期待された2025シーズンだったが、第16節時点で1勝7分8敗で最下位に沈み、2025年5月21日に成績不振により契約解除が発表された。
2025年7月4日、FC岐阜の監督に就任した。

## エピソード
- 京都在籍時、石丸のシュートは「おっさんシュート」の愛称で親しまれた。由来は、アナウンサーの聞き間違い（言い間違い?）ということだが、キャラクターとマッチしたのかなぜか定着しており、本人もネタにしている。[要出典]

## 所属クラブ
- 中宮JSC
- 枚方FC (大阪府立交野高等学校)
- 1992年 - 1995年 阪南大学
- 1996年 - 2000年  アビスパ福岡
- 2001年 - 2005年10月  京都パープルサンガ
- 2005年10月 - 2006年  愛媛FC

## 個人成績
| 国内大会個人成績 | 国内大会個人成績 | 国内大会個人成績 | 国内大会個人成績 | 国内大会個人成績 | 国内大会個人成績 | 国内大会個人成績  | 国内大会個人成績  | 国内大会個人成績 | 国内大会個人成績 | 国内大会個人成績 | 国内大会個人成績 |
| 年度             | クラブ           | 背番号           | リーグ           | リーグ戦         | リーグ戦         | リーグ杯          | リーグ杯          | オープン杯       | オープン杯       | 期間通算         | 期間通算         |
| 年度             | クラブ           | 背番号           | リーグ           | 出場             | 得点             | 出場              | 得点              | 出場             | 得点             | 出場             | 得点             |
| 日本             | 日本             | 日本             | 日本             | リーグ戦         | リーグ戦         | リーグ杯          | リーグ杯          | 天皇杯           | 天皇杯           | 期間通算         | 期間通算         |
| ---------------- | ---------------- | ---------------- | ---------------- | ---------------- | ---------------- | ----------------- | ----------------- | ---------------- | ---------------- | ---------------- | ---------------- |
| 1995             | 阪南大           | 14               | -                | -                | -                | -                 | -                 | 1                | 0                | 1                | 0                |
| 1996             | 福岡             | -                | J                | 23               | 1                | 13                | 2                 | 2                | 0                | 38               | 3                |
| 1997             | 福岡             | 8                | J                | 29               | 4                | 6                 | 0                 | 3                | 2                | 38               | 6                |
| 1998             | 福岡             | 8                | J                | 28               | 2                | 4                 | 2                 | 2                | 1                | 34               | 5                |
| 1999             | 福岡             | 8                | J1               | 16               | 2                | 3                 | 1                 | 2                | 0                | 21               | 3                |
| 2000             | 福岡             | 8                | J1               | 24               | 0                | 3                 | 0                 | 1                | 0                | 28               | 0                |
| 2001             | 京都             | 11               | J2               | 37               | 3                | 2                 | 0                 | 4                | 0                | 43               | 3                |
| 2002             | 京都             | 11               | J1               | 26               | 0                | 5                 | 0                 | 5                | 0                | 36               | 0                |
| 2003             | 京都             | 6                | J1               | 27               | 0                | 4                 | 0                 | 0                | 0                | 31               | 0                |
| 2004             | 京都             | 6                | J2               | 34               | 2                | -                 | -                 | 1                | 0                | 35               | 2                |
| 2005             | 京都             | 6                | J2               | 0                | 0                | -                 | -                 | -                | -                | 0                | 0                |
| 2005             | 愛媛             | 36               | JFL              | 6                | 1                | -                 | -                 |                  |                  |                  |                  |
| 2006             | 愛媛             | 17               | J2               | 31               | 1                | -                 | -                 | 1                | 0                | 32               | 1                |
| 通算             | 日本             | 日本             | J1               | 173              | 9                | 38                | 5                 | 15               | 3                | 231              | 17               |
| 通算             | 日本             | 日本             | J2               | 102              | 6                | 2                 | 0                 | 6                | 0                | 110              | 6                |
| 通算             | 日本             | 日本             | JFL              | 6                | 1                | -\|\|\|\|\|\|\|\| | -\|\|\|\|\|\|\|\| |                  |                  |                  |                  |
| 通算             | 日本             | 日本             | 他               | -                | -                | -                 | -                 | 1                | 0                | 1                | 0                |
| 総通算           | 総通算           | 総通算           | 総通算           | 281              | 16               | 40                | 5\|\|\|\|\|\|\|\| |                  |                  |                  |                  |

その他の公式戦
- 1998年
  - J1参入決定戦 5試合1得点
- 2003年
  - スーパーカップ 1試合0得点

## 指導歴
- 2007年 - 2014年  愛媛FC
  - 2007年 - 2009年 トップチーム コーチ
  - 2010年 - 2012年 ユース 監督
  - 2013年 - 2014年 トップチーム 監督
- 2015年 - 2016年  京都サンガF.C.
  - 2015年 - 同年7月 ヘッドコーチ
  - 2015年7月 - 2016年 監督
- 2017年 - 2019年  松本山雅FC コーチ
- 2020年 - 2021年4月  モンテディオ山形 監督
- 2022年 - 2025年5月  愛媛FC 監督
- 2025年7月 -  FC岐阜 監督

## 監督成績
| 年度 | クラブ | 所属 | リーグ戦 | リーグ戦 | リーグ戦 | リーグ戦 | リーグ戦 | リーグ戦 | カップ戦      | カップ戦 |
| 年度 | クラブ | 所属 | 順位     | 勝点     | 試合     | 勝       | 分       | 敗       | Jリーグカップ | 天皇杯   |
| ---- | ------ | ---- | -------- | -------- | -------- | -------- | -------- | -------- | ------------- | -------- |
| 2013 | 愛媛   | J2   | 17位     | 47       | 42       | 12       | 11       | 19       | -             | 2回戦    |
| 2014 | 愛媛   | J2   | 19位     | 48       | 42       | 12       | 12       | 18       | -             | 4回戦    |
| 2015 | 京都   | J2   | 17位     | 28       | 20       | 6        | 10       | 4        | -             | 3回戦    |
| 2016 | 京都   | J2   | 5位      | 69       | 42       | 18       | 15       | 9        | -             | 2回戦    |
| 2020 | 山形   | J2   | 7位      | 62       | 42       | 17       | 11       | 14       | -             | -        |
| 2021 | 山形   | J2   | 20位     | 7        | 9        | 1        | 4        | 4        | -             | -        |
| 2022 | 愛媛   | J3   | 7位      | 52       | 34       | 14       | 10       | 10       |               |          |
| 2023 | 愛媛   | J3   | 優勝     | 73       | 38       | 21       | 10       | 7        | -             | -        |
| 2024 | 愛媛   | J2   | 17位     | 40       | 38       | 10       | 10       | 18       | 1回戦敗退     | ベスト16 |
| 2025 | 愛媛   | J2   | 20位     | 10       | 16       | 1        | 7        | 8        | 1回戦敗退     | -        |
| 2025 | 岐阜   | J3   |          |          |          |          |          |          | -             | -        |

- 2015年は第23節より指揮
- 2021年は第9節まで指揮
- 2025年は第16節まで指揮

## タイトル

### 選手時代
ユニバーシアード日本代表
- 1995年夏季ユニバーシアード・サッカー競技

京都パープルサンガ
- 2001年 J2リーグ
- 2002年 第82回天皇杯全日本サッカー選手権大会

### 監督時代

#### クラブ
愛媛FC
- J3リーグ : 1回（2023年）

#### 個人
- J3リーグ優勝監督賞：1回（2023年）